# Rome (België)
Rome is een klein plaatsje in de Belgische provincie Luxemburg, op ongeveer 2 km afstand van de stad Durbuy in de Ardennen waar het deel van uitmaakt. 

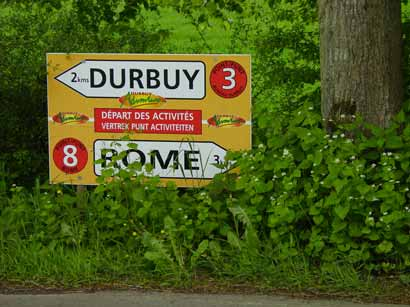
Rome bevindt zich vrij aardig midden tussen Keulen en Parijs en dus op de weg naar het grote Rome

Deelgemeenten: Barvaux · Bende · Bomal · Borlon · Durbuy · Grandhan · Heyd · Izier · Septon · Tohogne · Villers-Sainte-Gertrude · Wéris

Overige plaatsen: Aisne · Bohon · Grande Enneille· Herbet · Hermanne · Houmart · Juzaine · Longueville · Morville · Oneux · Oppagne · Ozo · Palenge · Pas-Bayard · Petite Enneille · Petite-Somme · Petithan · Rome · Verlaine-sur-Ourthe · Warre

Belgische gemeenten · Arrondissement Marche-en-Famenne · Luxemburg · Wallonië